# Azenha do Mar

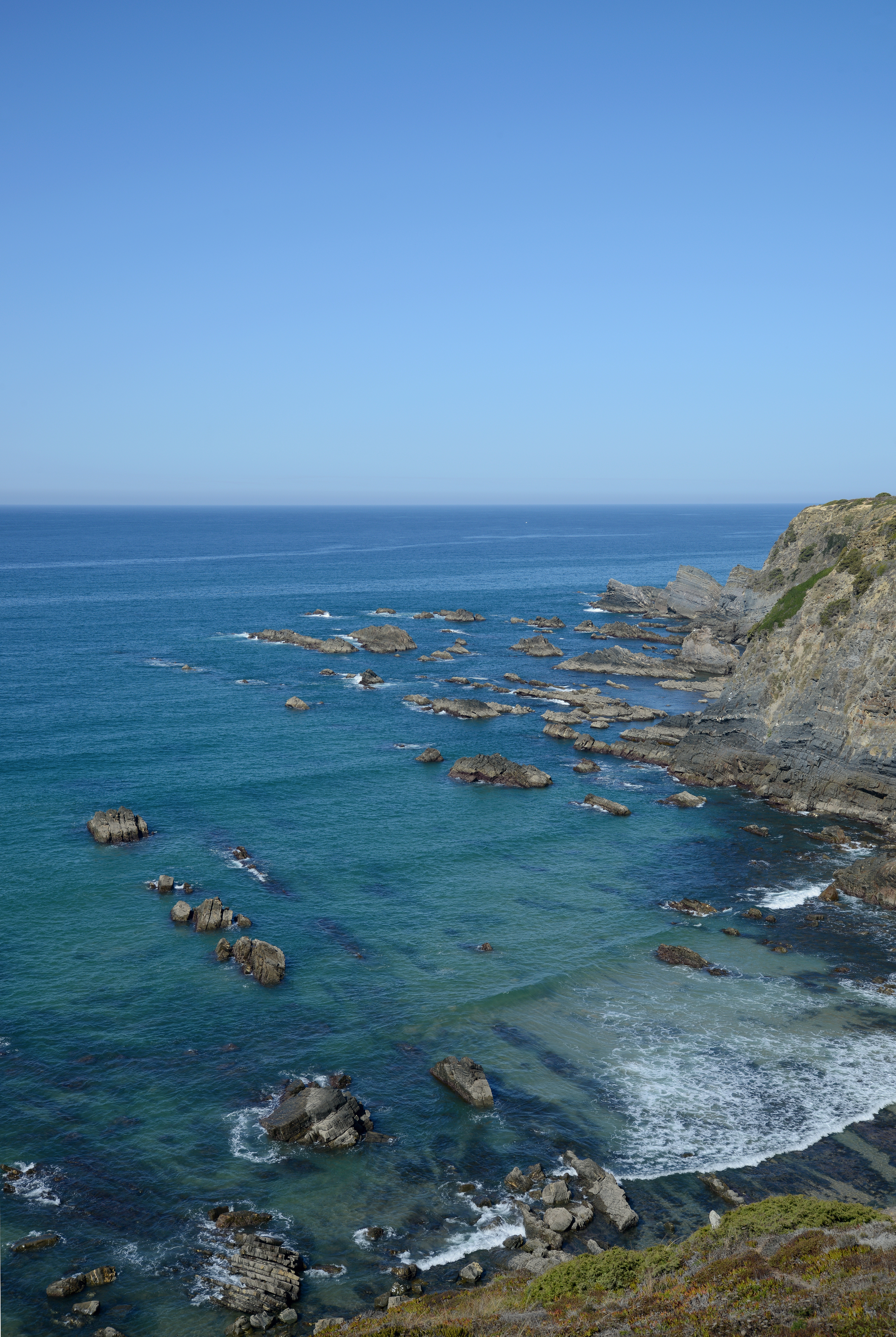
Azenha do Mar

Azenha do Mar é uma pequena aldeia litoral situada no Município de Odemira, na freguesia de São Teotónio. Cresceu em torno da actividade marítima, de pesca e apanha de algas marinhas.
Azenha do Mar, porto de pesca artesanal, está integrada no Parque Natural do Sudoeste Alentejano e Costa Vicentina.